# صالحون بين الأمم
الصالحون بين الأمم هو مُصطلح أُطلق على سكان أوروبا وشمال أفريقيا من غير اليهود لتكريم الذين ساعدوا في إنقاذ اليهود خلال محرقة الهولوكوست. يتبوأ عشرات المسلمين مكانة مرموقة بين هؤلاء الصالحين ممن خاطروا بحياتهم من أجل إنقاذ جيرانهم اليهود. ومنذ عقد 1960، حصل على لقب الصالحين بين الأمم أكثر من 23000 شخص.

## المكرمون
كان التونسي خالد عبد الوهاب هو أول عربي مسلم يتم تكريمه من قبل مؤسسة ياد فاشيم لتخليد الكارثة والبطولة بلقب الصالحين بين الأمم إذ أنه أنقذ عائلتين يهودييتين، إحداهما عندما نجح في إبلاغ امرأة يهودية بمُخطط لاختطافها في الفترة الذي خضعت تونس تحت الحكم النازي كما قام بإيواء 25 من أفراد عائلة بوخريس في تونس. كما كان للطبيب المصري محمد حلمي، والذي عاش في ألمانيا في فترة الحكم النازي،  دورًا هو الآخر وأخفى في بيته في برلين 5 يهود من القوات النازية.